# Бондаренко, Константин Петрович
Константин Петрович Бондаренко (псевдоним — Кость Бондаренко, род. 2 мая 1969, в пос. Погребище, Винницкая область, УССР) — украинский политолог, историк. Кандидат исторических наук. Член Гуманитарного Совета при Президенте Украины (с апреля 2010 года по 2014 год). Председатель правления Института украинской политики (с 2011 года по 2015 год) и Фонда «Украинская политика» (с 2012 года). До мая 2010 года — директор Киевского института проблем управления имени Горшенина, шеф-редактор газеты «Левый берег». В мае 2010 — сентябре 2011 гг. — заместитель председателя партии «Сильная Украина».

## Биография
Воспитывался в семье преподавателей. В возрасте 8 месяцев был перевезён родителями в Казахстан, где прожил до 8 лет. Окончил Паланскую среднюю школу (село Паланка Уманского района Черкасской области) с золотой медалью. В 1986 году стал лауреатом Республиканской литературной премии имени Павла Тычины «Солнечные кларнеты» за поэтический перевод «Слова о полку Игореве» на украинский язык. В том же году поступил на исторический факультет Черновицкого государственного университета имени Ю.Федьковича. После первого курса был призван в армию. Служил в Советской армии в Туркестанском военном округе (стратегическая авиация). В 1989 году — по возвращении из армии — включился в общественную деятельность. Был членом Народного руха Украины, Украинского Хельсинкского Союза, одним из активных участников студенческого движения (Украинский студенческий союз) и сопредседателем Союза украинской молодёжи Буковины. За участие в несанкционированном митинге в октябре 1989 года подвергался аресту, что привело к первой в СССР студенческой забастовке, инициированной комсомольской организацией и руководством Черновицкого университета. В результате 3-дневной забастовки власти отменили прежнее решение об аресте К.Бондаренко, С.Солтуса и В.Старика.
В 1990 году переехал во Львов. В 1994 году окончил исторический факультет Львовского государственного университета имени Ивана Франко, специальность — история международных отношений. Во время учёбы начал работать — на протяжении длительного времени сотрудничал со Львовским отделением Института украинской археографии и источниковедения имени М. Грушевского НАН Украины (под руководством профессора Ярослава Дашкевича), работал в архивах Львова, Киева, Минска, Москвы и Варшавы, главная тема исследований — деятельность националистических организаций в 20 — 40-х годах XX века. В марте 1997 года защитил диссертацию «Діяльність Організації українських націоналістів напередодні та під час Другої світової війни (1938—1945): військовий та політичний аспекти»; имеет степень кандидата исторических наук. После окончания университета преподавал во Львовской политехнике.
Участвовал в создании Центра политических исследований «Новая волна» (Львов), в ряде политических проектов (Народно-демократическая партия, Народный блок Литвина, Партия «Реформы и порядок», Гражданская партия «Пора»). Входил в общественные советы при Президенте, спикере Верховной Рады, Министерстве иностранных дел. С октября 2002 был директором Центра исследований общественных процессов «Эксперт». В августе 2004 года возглавил киевский Институт национальной стратегии.
Руководил отделом политики львовской газеты «Поступ». Как журналист сотрудничал с газетами «Зеркало недели», «Факты и комментарии», «Киевский телеграф», интернет-изданиями «Украинская правда», «Обозреватель» и другими. Был автором и ведущим программы на «Общественном радио». Автор статей в периодике и около 50 научных работ.
На парламентских выборах 2002 года консультировал блок Виктора Ющенко «Наша Украина». На президентских выборах 2004, по его словам, сотрудничал с «донецкими, но не с Януковичем». Судя по публикациям в прессе, он действительно сотрудничал с Эдуардом Прутником в рамках проектов «For-Um» и «Общественный диалог», а также с Зиновием Куликом, создававшим альтернативный центр влияния на В. Януковича. После смерти Кулика Бондаренко совместно со Станиславом Белковским создали на Украине Институт национальной стратегии, который Бондаренко возглавлял до августа 2005 года. В парламентской кампании 2006 года политтехнолог Народного блока Владимира Литвина. В 2006—2007 годах — советник министра труда и социальной политики Украины М. Папиева, член общественных советов при ряде министерств. На выборах 2007 года сотрудничал с Блоком Юлии Тимошенко. В марте 2008 года спикер Арсений Яценюк назначал его своим внештатным советником. Ушёл из команды Яценюка после прихода туда Владимира Грановского и российских политтехнологов Тимофея Сергейцева, Дмитрия Куликова и Искандера Валитова. В 2008 возглавил редакцию газеты «Левый берег», созданной на деньги днепропетровских бизнесменов, занимающихся алкоголем и металлургией. В 2010 году вышел из состава акционеров газеты.
В 2010—2011 годах был заместителем Сергея Тигипко в партии «Сильная Украина». В августе 2011 года заявил о своём несогласии с Тигипко относительно объединения партии «Сильная Украина» с Партией регионов. Отказался вступать в Партию регионов. В марте 2011 года заявил о создании Института украинской политики и возглавил институт (в 2015 году заявил о выходе из числа соучредителей). С 2012 года возглавляет Фонд «Украинская политика».
Автор книг «Атланты и кариатиды из-под „крыши“ президента» (2000) о Леониде Кучме и его окружении, «Система БЮТ или Блок Ющенко-Тимошенко» (2004), «Леонид Кучма: портрет на фоне эпохи» (2007), «Профильные украинцы» (т.1) (2007), «Леонид Кучма» (2009), «История в профиль» (2012), «Джокер» политическая биография президента В. Зеленского (2024)

## Семья
Женат, воспитывает троих детей.